# Gainesville (Texas)
Gainesville es una ciudad ubicada en el condado de Cooke en el estado estadounidense de Texas. En el Censo de 2010 tenía una población de 16 002 habitantes y una densidad poblacional de 324 personas por km². Se encuentra ubicada en el curso alto del río Trinity, y a poco distancia al sur del río Rojo, que la separa de Oklahoma.

## Geografía

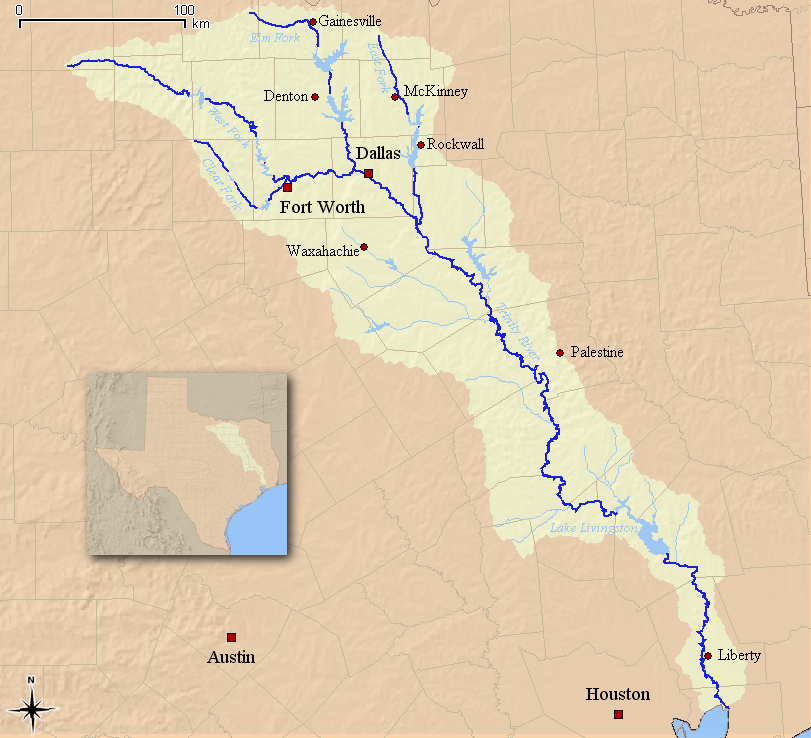
Ubicación de Gainesville en la cuenca del río Trinity

Gainesville se encuentra ubicada en las coordenadas 33°38′19″N 97°8′54″O / 33.63861, -97.14833. Según la Oficina del Censo de los Estados Unidos, Gainesville tiene una superficie total de 49.32 km², de la cual 49.25 km² corresponden a tierra firme y (0.15%) 0.07 km² es agua.

## Demografía
Según el censo de 2010, había 16.002 personas residiendo en Gainesville. La densidad de población era de 324,46 hab./km². De los 16.002 habitantes, Gainesville estaba compuesto por el 74.74% blancos, el 5.12% eran afroamericanos, el 1.31% eran amerindios, el 1.26% eran asiáticos, el 0.09% eran isleños del Pacífico, el 14.18% eran de otras razas y el 3.29% pertenecían a dos o más razas. Del total de la población el 28.25% eran hispanos o latinos de cualquier raza.